# Magnitogorsk

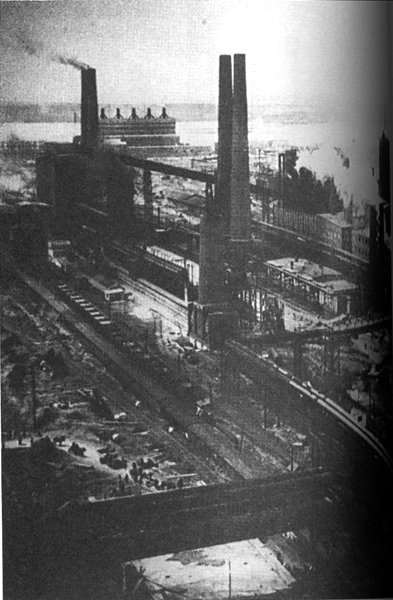
Magnitogorsk w 1930 roku

Magnitogorsk (ros. Магнитогорск) – miasto przemysłowe w południowej Rosji, w obwodzie czelabińskim, na Uralu. Położone w Europie i Azji. Niedaleko od granicy rosyjsko-kazachskiej.
Miasto powstało w związku z budową w latach 1929–1931 potężnego kombinatu metalurgicznego. Następnie wzbogaciło się o przemysł maszynowy, koksochemiczny i materiałów budowlanych. Symbol socjalistycznej industrializacji ZSRR.

## Dane ogólne
- Liczba ludności: 416 521 (2018)
- Powierzchnia: 392,35 km²
- Położenie geograficzne: 53°25′N 58°58′E

## Historia
Pierwsza osada na azjatyckim brzegu Uralu została założona w 1743 roku ukazem cesarzowej Elżbiety Romanowej i zasiedlona kozakami orenburskimi. Lewobrzeżny Magnitogorsk założony został w 1929 roku. Osada otrzymała prawa miejskie w 1931 roku. Miasto zostało bardzo rozbudowane podczas pierwszego planu pięcioletniego (lata 1928–1932).

## Gospodarka
Obecnie miasto jest ważnym ośrodkiem przemysłu metalurgicznego, maszynowego, chemicznego i siedzibą wytwórni fortepianów. Większość z obiektów przemysłowych ulokowana jest na azjatyckim brzegu rzeki Ural. Wielki kombinat metalurgiczny spowodował, że miasto znajduje się w pierwszej 25 najbardziej zanieczyszczonych miast na świecie. Z tego też powodu tylko co czwarte dziecko rodzi się zdrowe[niewiarygodne źródło?].
W latach 80. i 90. na terenie Kombinatu Metalurgicznego w Magnitogorsku polskie przedsiębiorstwa budowały nowoczesną walcownię „Walcownia 2000”. W mieście, przy ulicy Turgieniewa, powstało osiedle z całą infrastrukturą, gdzie mieszkali polscy pracownicy, część z nich do 1991 zamieszkiwała przy ulicach Engelsa i Truda, pomiędzy osiedlami kursowały polskie autobusy Transbudu, które również przewoziły pracowników na teren budowy. Na osiedlach znajdowały się sklepy, stołówki (trzy również na terenie budowy), przychodnia, biblioteka, celnica, bar („Gniazdo orłów”), radiowęzeł, wędliniarnia, kaplica i wiele innych obiektów, które po zakończeniu budowy zostały przekazane władzom miasta. Osiedle przy ulicy Turgieniewa, popularnie zwane KBO, znajdowało się zaledwie 300 metrów od brzegu rzeki Ural w części europejskiej, niemal naprzeciwko budowanej walcowni. Specjaliści z Polski – budowlańcy, głównie zbrojarze, betoniarze, spawacze, cieśle budowlani, elektrycy, operatorzy i konserwatorzy sprzętu budowlanego przyjeżdżali do Magnitogorska na kontrakty, które wynosiły nawet trzykrotne zarobki w Polsce (płacone w rublach, dolarach i pod koniec w złotówkach przeliczeniowych). W zaopatrzeniu obowiązywała reglamentacja, w budynku dyrekcji budowy były drukowane wewnętrzne kartki przydziału, między innymi: wędlin, jajek, papierosów, alkoholu, respektowane w „polskich” sklepach.

## Komunikacja miejska

### Tramwaje
Długość sieci tramwajowej w Magnitogorsku wynosi ponad 70 km. Kursuje po niej ponad 30 linii, obsługiwanych przez około 400 wagonów, głównie KTM-5 ponadto KTM-8, KTM-8M i kilka KTM-19. Najczęściej jako składy dwuwagonowe. Częstotliwość kursowania jest znacznie większa niż w innych syberyjskich miastach. Magnitogorsk jest jednym z dwóch miast, w których można zmienić kontynent podczas podróży tramwajem. Na moście łączącym dwa brzegi rzeki Ural, przez który przejeżdżają tramwaje, znajduje się kwadratowa bryła symbolizująca oddzielenie części europejskiej od azjatyckiej.

### Autobusy
Poza tramwajami, w Magnitogorsku jeżdżą autobusy miejskie.

## Nauka
Magnitogorsk jest też ośrodkiem naukowym (szkoły wyższe).

## Sport
- Mietałłurg Magnitogorsk – klub hokejowy
- FK Magnitogorsk – klub piłkarski

## Ludzie związani z Magnitogorskiem
- Jelena Biełowa – była rosyjska biathlonistka reprezentująca również barwy ZSRR oraz WNP
- Gleb Panfiłow – rosyjski scenarzysta i reżyser filmowy
- Walerij Spicyn – rosyjski lekkoatleta chodziarz, medalista mistrzostw świata i mistrz Europy
- Władimir Szewczuk – rosyjski piłkarz
- Xenia Tchoumitcheva – rosyjska modelka